# 比微暗沙
比微暗沙位于南中国海中沙群岛中沙大环礁东北边缘，西南与中北暗沙相距约6海里，东南与隐矶滩相距约10海里。整个暗沙全部在海面以下，最浅处水深约11米，等深线20米以上面积约40平方公里，为中沙群岛面积最大的暗沙。1947年和1983年公布名称均为“比微暗沙”。